# Arctische zeerook

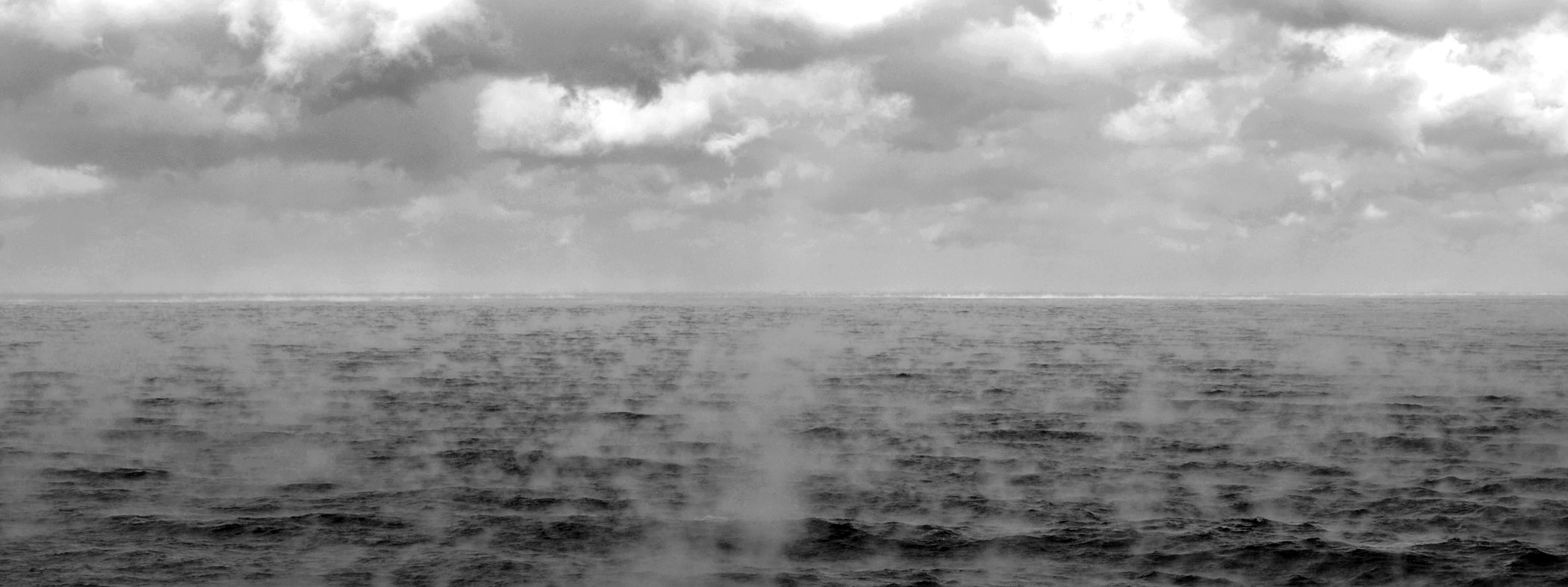
Zeerook boven de atlantische oceaan

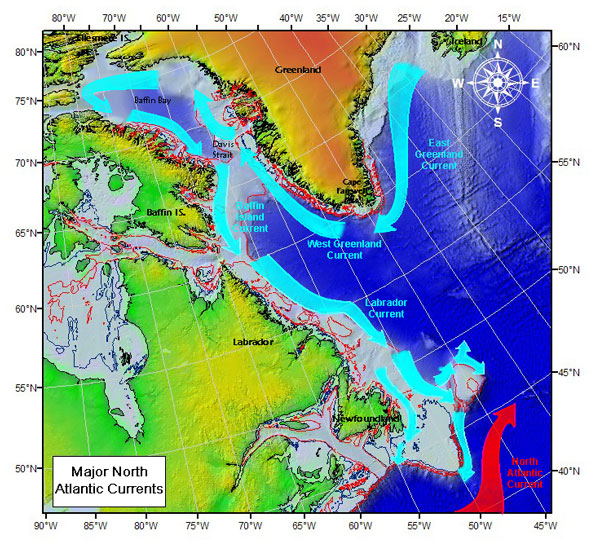
Arctische zeerook komt veel voor bij Labrador en Newfoundland zodra koude lucht vanuit Canada over de warme Golfstroom en Noord-Atlantische Stroom waait.

Arctische zeerook is een advectieve mist die ontstaat als zeer koude lucht over warm water stroomt. De koude lucht wordt verwarmd van onderen, wat stijgende en dalende luchtstromen veroorzaakt. Deze zorgen voor een menging, waarbij oververzadiging optreedt met condensatie en mistvorming tot gevolg. Mistflarden die worden meegevoerd met de stijgende luchtbewegingen lossen op in drogere lucht, wat er rokerig uitziet.